# Mistrzostwa Świata FIBT 1981
Mistrzostwa Świata FIBT 1981 odbyły się w dniu 18 lutego 1981 we włoskiej miejscowości Cortina d’Ampezzo, gdzie rozegrano konkurencję męskich dwójek i czwórek bobslejowych.

## Dwójki
- Data: 18 lutego 1981

| Miejsce | Państwo    | Zawodnik                                   | Czas |
| ------- | ---------- | ------------------------------------------ | ---- |
| 1       | NRD        | Bernhard Germeshausen Hans-Jürgen Gerhardt | -    |
| 2       | NRD        | Horst Schönau Andreas Kirchner             | -    |
| 3       | Szwajcaria | Erich Schärer Joseph Benz                  | -    |

## Czwórki
- Data: 18 lutego 1981

| Miejsce | Państwo    | Zawodnik                                                                  | Czas |
| ------- | ---------- | ------------------------------------------------------------------------- | ---- |
| 1       | NRD        | Bernhard Germeshausen Hans-Jürgen Gerhardt Henry Gerlach Matthias Trübner | -    |
| 2       | Szwajcaria | Hans Hiltebrand Kurt Poletti Franz Weinberger Franz Isenegger             | -    |
| 3       | Szwajcaria | Erich Schärer Max Rüegg Tony Rüegg Joseph Benz                            | -    |

## Tabela medalowa
| Miejsce | Państwo    |   |   |   | Razem |
| ------- | ---------- | - | - | - | ----- |
| 1.      | NRD        | 2 | 1 | 0 | 3     |
| 2.      | Szwajcaria | 0 | 1 | 2 | 3     |